# Cleidion castaneifolium
Cleidion castaneifolium är en törelväxtart som beskrevs av Johannes Müller Argoviensis. Cleidion castaneifolium ingår i släktet Cleidion och familjen törelväxter. Inga underarter finns listade i Catalogue of Life.